# Palus Putredinis
Palus Putredinis, vilket på svenska betyder förfallets eller förruttnelsens träsk, är ett litet månhav som vetter direkt mot Jorden på norra sidan av månen. Dess diameter är 180 kilometer. Det fick sitt namn av den italienske 1600-talsastronomen Giovanni Battista Riccioli.

## Havet och dess omgivningar
Palus Putredinis formar ett bäcken omgivet av den stora kratern Archimedes i nordost, den nordöstra delen av Montes Apenninus i sydost samt Montes Archimedes i väster. Mellan Montes Archimedes och Palus Putredinis sträcker sig ravinerna Rimae Archimedes i nordväst-sydostlig riktning. I Montes Apenninus i väster finns de framträdande bergen Mons Hadley och Mons Hadley Delta.

## Månlandning
Apollo 15 landade mellan de ovan nämnda bergen Mons Hadley och Mons Hadley Delta i bergskedjan Montes Apenninus.